# Mieczysław Chyliński
Mieczysław Ludwik Chyliński herbu Jastrzębiec (ur. 24 maja 1880 w Busku, zm. 6 września 1939) – rotmistrz rezerwy pospolitego ruszenia kawalerii Wojska Polskiego, urzędnik Ministerstwa Spraw Zagranicznych II Rzeczypospolitej.

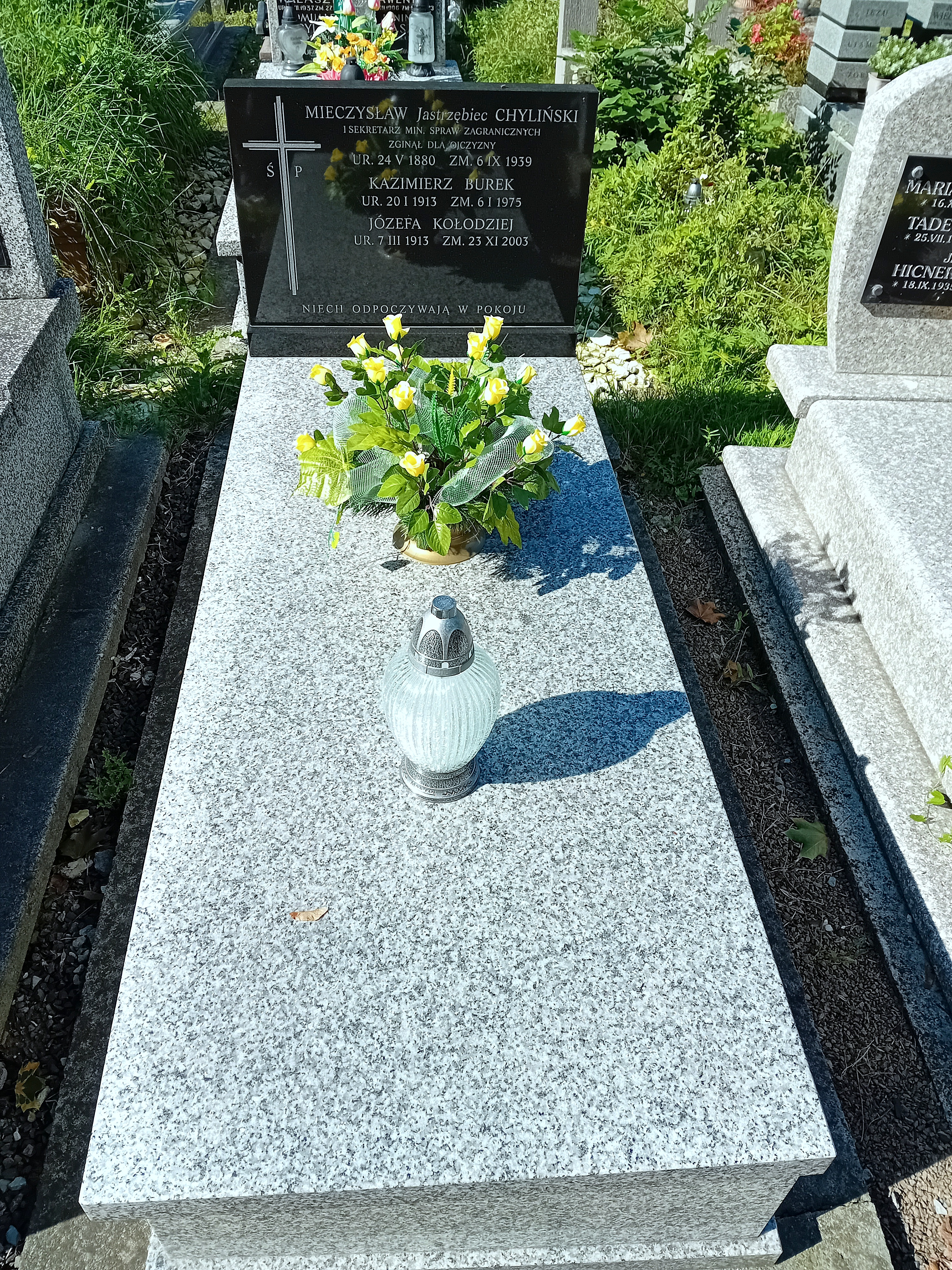
Grobowiec Mieczysława Chylińskiego

## Życiorys
Mieczysław Ludwik Chyliński urodził się 24 maja 1880 w Busku. Był synem Kajetana (sędzia), bratankiem Antoniego (ksiądz proboszcz rzymskokatolicki tamże) i Michała (1856–1925), dziennikarz.
W C. K. Armii został mianowany podporucznikiem artylerii z dniem 1 września 1900 (według innego źródła po ukończeniu oddziału artylerii w Technicznej Akademii Wojskowej w Wiener Neustadt 18 sierpnia 1901 został mianowany podporucznikiem z dniem 1 sierpnia 1901). Od tego czasu był oficerem 17 pułku artylerii dywizyjnej w Miszkolcu. Następnie został przeniesiony do kawalerii i awansowany na porucznika z dniem 1 maja 1907 Od tego czasu był oficerem 1 Galicyjskiego pułku ułanów we Lwowie (w tym od około 1908 do ok. 1911 adiutant pułku). Od ok. 1913 był urlopowany. Po wybuchu I wojny światowej został mianowany na stopień rotmistrza w rezerwie z dniem 1 listopada 1914 i pozostawał wówczas nadał z przydziałem do 1 pułku ułanów. Jako rotmistrz pozasłużbowy z Troppau w czerwcu 1916 przebywał w pałacu Metternich w uzdrowisku Baden (w tym czasie był tam także kierownik starostwa c. k. powiatu chrzanowskiego, Władysław Chyliński).
Po odzyskaniu przez Polskę niepodległości rozkazem Naczelnego Wodza Józefa Piłsudskiego z 13 lutego 1919 został przyjęty do Wojska Polskiego jako były oficer armii austriackiej z zatwierdzeniem posiadanego stopnia rotmistrza ze starszeństwem z 1 listopada 1914 i z zaliczeniem do 1-ej rezerwy i został powołany do służby czynnej na czas wojny aż do demobilizacji. Rozkazem Szefa Sztabu Generalnego w. z. pułkownika Stanisława Hallera z 13 lutego 1919 otrzymał przydział do Dowództwa Szkoły Jazdy w Warszawie z dniem 1 lutego 1919. Został awansowany na stopień majora rezerwy kawalerii ze starszeństwem z dniem 1 czerwca 1919. W 1923, 1924 był oficerem rezerwowym 10 pułku Strzelców Konnych w Łańcucie. W 1934 jako rotmistrz rezerwy pospolitego ruszenia kawalerii był przydzielony do Oficerskiej Kadry Okręgowej nr V jako oficer przewidziany do użycia w czasie wojny i pozostawał wówczas w ewidencji Powiatowej Komendy Uzupełnień Kraków Miasto.
Uchwałą Rady Miejskiej w Sanoku z 1924 został uznany przynależnym do gminy Sanok. Jako naczelnik kancelarii w Budapeszcie z dniem 1 stycznia 1925 został mianowany sekretarzem konsularnym I klasy w Poselstwie RP w Budapeszcie. Z tego stanowiska został przeniesiony w stan nieczynny z dniem 1 maja 1931, a następnie w stan spoczynku z dniem 31 października 1931.
Po wybuchu II wojny światowej zmarł 6 września 1939 tj. w dniu wkroczenia Niemców do Krakowa (w inskrypcji nagrobnej wpisano „zginął dla ojczyzny”). Został pochowany na cmentarzu Rakowickim w Krakowie (kwatera LXIII-25-10).

## Ordery i odznaczenia
- Krzyż Zasługi II klasy (Węgry, 1933)[30]
- Krzyż Jubileuszowy Wojskowy (Austro-Węgry, ok. 1909)[11]
- Postanowieniem cesarza Franciszka Józefa z marca 1917 otrzymał najwyższe pochwalne uznanie za wyśmienitą służbę[31]